# Simon Kuchinke
Simon Kuchinke (* 2. August 1990 in Weimar) ist ein deutscher Politiker der SPD.

## Leben
Nach seinem Abitur leistet er den Zivildienst an der Stiftung Alsterdorf ab. Danach begann er eine Ausbildung zum Restaurantfachmann im Traditions-Caféhaus Café Gnosa im Stadtteil Hamburg-St. Georg. Er trat 2017 in die SPD ein. Für die Legislatur 2021 bis 2023 gehört er als Beisitzer dem Vorstand der SPD Hamburg Mitte an. Bei der Bürgerschaftswahl in Hamburg 2020 gelang Kuchinke der Einzug als Abgeordneter in die Hamburgische Bürgerschaft. Dort war er Fachsprecher für LSBTIQ seiner Fraktion. Er gehörte dem Innenausschuss, dem Ausschuss für Gleichstellung und Antidiskriminierung, dem Ausschuss für öffentliche Unternehmen und dem Eingabeausschuss der Bürgerschaft an. Bei der Bürgerschaftswahl 2025 verfehlte er den Wiedereinzug in die Bürgerschaft.